# Glasnyckeln
Il Glasnyckeln (Chiave di vetro in lingua svedese) è un premio letterario, creato nel 1992, che viene assegnato ai migliori autori di gialli scandinavi. Possono partecipare opere provenienti da Danimarca, Finlandia, Islanda, Norvegia e Svezia. 
Il nome del premio deriva da un romanzo di Dashiell Hammett: La chiave di vetro, pubblicato nel 1931. Il vincitore riceve un prezioso oggetto di vetro. In inglese è conosciuto come Glass Key award.

## Vincitori
| Anno | Vincitore/Vincitrice           | Paese     | Titolo originale Casa editrice, Luogo Anno                    | Titolo italiano Casa editrice, Anno             |
| 1992 | Henning Mankell                | Svezia    | Mördare utan ansikte Ordfront, Stoccolma 1991                 | Assassino senza volto Marsilio, 2001            |
| 1993 | Peter Høeg                     | Danimarca | Frøken Smillas fornemmelse for sne Rosinante, Copenaghen 1992 | Il senso di Smilla per la neve Mondadori, 1994  |
| 1994 | Kim Småge                      | Norvegia  | Sub Rosa Aschehoug, Oslo 1993                                 |                                                 |
| 1995 | Erik Otto Larsen               | Danimarca | Masken i Spejlet Cicero, Copenaghen 1994                      |                                                 |
| 1996 | Fredrik Skagen                 | Norvegia  | Nattsug Cappelen, Oslo 1995                                   |                                                 |
| 1997 | Karin Fossum                   | Norvegia  | Se deg ikke tilbake! Cappelen, Oslo 1996                      | Lo sguardo di uno sconosciuto Frassinelli, 2002 |
| 1998 | Jo Nesbø                       | Norvegia  | Flaggermusmannen Aschehoug, Oslo 1997                         | Il pipistrello Einaudi, 2014                    |
| 1999 | Leif Davidsen                  | Danimarca | Lime's billede Lindhardt og Ringhof, Copenaghen 1998          | Quando il ghiaccio si scioglie Piemme, 2001     |
| 2000 | Håkan Nesser                   | Svezia    | Carambole Bonniers, Stoccolma 1999                            | Carambole Guanda, 2002                          |
| 2001 | Karin Alvtegen                 | Svezia    | Saknad Natur och Kultur, Stoccolma 2000                       | Senza fissa dimora Rizzoli, 2002                |
| 2002 | Arnaldur Indriðason            | Islanda   | Mýrin Vaka-Helgafell, Reykjavik 2000                          | Sotto la città Guanda, 2005                     |
| 2003 | Arnaldur Indriðason            | Islanda   | Grafarpögn Vaka-Helgafell, Reykjavik 2001                     | La signora in verde Guanda, 2006                |
| 2004 | Kurt Aust                      | Norvegia  | Hjemsøkt Aschehoug, Oslo 2003                                 |                                                 |
| 2005 | Anders Roslund Börge Hellström | Svezia    | Odjuret Piratförlaget, Stoccolma 2004                         | La bestia Cairo Publishing, 2006                |
| 2006 | Stieg Larsson                  | Svezia    | Män som hatar kvinnor Norstedt, Stoccolma 2005                | Uomini che odiano le donne Marsilio, 2007       |
| 2007 | Matti Rönkä                    | Finlandia | Ystävät kaukana Gummerus Kustannus Oy, Helsinki 2006          |                                                 |
| 2008 | Stieg Larsson                  | Svezia    | Luftslottet som sprängdes Norstedt, Stoccolma 2007            | La regina dei castelli di carta Marsilio, 2009  |
| 2009 | Johan Theorin                  | Svezia    | Nattfåk Wahlström & Widstrand, 2008                           | La stanza più buia Mondadori, 2011              |
| 2010 | Jussi Adler-Olsen              | Danimarca | Flaskepost fra P. Politikens forlag, Copenaghen 2009          | Il messaggio nella bottiglia Marsilio, 2013     |
| 2011 | Leif G. W. Persson             | Svezia    | Den döende detektiven Albert Bonniers Förlag, Stoccolma 2010  | L'ultima indagine Marsilio, 2013                |
| 2012 | Erik Valeur                    | Danimarca | Det syvende barn Politikens Forlag, Copenaghen 2011           | Il settimo bambino Neri Pozza, 2015             |
| 2013 | Jørn Lier Horst                | Norvegia  | Jakthundene Gyldendal Nork forlag, Oslo 2012                  |                                                 |
| 2014 | Gard Sveen                     | Norvegia  | Den siste pilegrimen Vigmostad & Bjørke, Bergen 2013          | L'ultimo pellegrino Marsilio, 2018              |
| 2015 | Thomas Rydahl                  | Danimarca | Eremitten Bindslev, Fredensborg 2014                          |                                                 |
| 2016 | Ane Riel                       | Danimarca | Harpiks Tiderne Skifter, Copenaghen 2015                      | Resina Guanda, 2019                             |
| 2017 | Malin Persson Giolito          | Svezia    | Störst av allt Wahlström & Widstrand, Stoccolma 2016          | Sabbie mobili Salani, 2018                      |
| 2018 | Camilla Grebe                  | Svezia    | Husdjuret Wahlström & Widstrand, Stoccolma 2017               | Animali nel buio Einaudi, 2018                  |
| 2019 | Stina Jackson                  | Svezia    | Silvervägen Wahlström & Widstrand, Stoccolma 2018             | Ghiaccio e argento Longanesi, 2019              |
| 2020 | Camilla Grebe                  | Svezia    | Skyggejægeren Wahlström & Widstrand, Stoccolma 2019           |                                                 |
| 2021 | Tove Alsterdal                 | Svezia    | Rotvälta Lind & Co., Stoccolma 2020                           |                                                 |
| 2022 | Morten Hesseldahl              | Danimarca | Mørket under isen Modtryk, Aarhus 2021                        |                                                 |
| 2023 | Max Seeck                      | Finlandia | Kauna Tammi, Helsinki 2021                                    |                                                 |
| 2024 | Christoffer Carlsson           | Svezia    | Levande och döda Albert Bonniers Förlag, Stoccolma 2023       |                                                 |
| 2025 | Eva Fretheim                   | Norvegia  | Fuglekongen Tiden Norsk Forlag, Oslo 2024                     |                                                 |